# Charlottesborg
Charlottesborg är ett bostadsområde i Kristianstad väster om Helge å, byggt på byn Härlövs ägor. I området byggdes 622 lägenheter, placerade 250 m från motorvägen E22 med ljuddämpande bullerskydd. Bebyggelsen består av 16 trevåningshus, placerade i grupper två och två med tillhörande bostadsgårdar samt fyra sexvåningshus. Området byggdes av HSB. På området finns Charlottesborgsparken med lekplats, hundrastgård, pulkabacke samt i närheten rekreationsområdet Härlövs ängar.

## Områdesbeskrivning
Charlottesborg är beläget på cirka två km avstånd från centrala Kristianstad. De 622 lägenheter i området  är uppdelade på två bostadsrättsföreningar, Brf. Sting, närmast Jakobsväg och Brf. Charlottsborg, närmast Hasselvägen, med vardera 311 lägenheter. På Charlottesborg finns både hyresrätter och bostadsrätter. 
Offentlig service på området består av ett ålderdomshem,  en förskola samt en låg-, mellan-, och högstadieskola. På den äldre gården Charlottesborg finns en mindre camping. Området har lekplatser, odlingslotter samt tillgång till flera grönområden i närområdet. För aktiviteter finns fotbollsplaner, en basketplan, pulkabacke och hundrastgård. Viktiga servicefunktioner som bankautomat, post och mataffärer saknas och de boende måste förflytta sig inom närområdet för denna service. Stadsbussar står för kollektivtrafiken med en restid på sex minuter till centrala innerstaden. Områdena runt Charlottesborg består till största delen av industri- och handelsytor, men inslag av skiftande bebyggelse av villor, radhus och flerbostadshus i finns i närområdet.  
På Vilan finns viktiga servicefunktioner nära Charlottesborg, exempelvis vårdcentral, en större idrottsplats, affärer, restauranger och Vilans skola med förskole- och skolverksamhet för nyanlända familjer med barn. Rekreationsområdet Härlövs ängar, som ingår i Kristianstads vattenrike med Naturum, ligger norr om Charlottesborg. Charlottesborg angränsar till stora vägar, bl.a. motorvägen E:22:an i syd och Långebrogatan i norr. Västerut gränsar området till åkermark och ett externt handelsområde för sällanköpsvaror med flera stora affärer.

## Historia

### Alléer och Chalottesborgs anläggande
Lantmäterikartor över Härlöv visar infartsvägen mot Kristianstad utan allé. Kartmaterial från Krigsarkivet tillsammans med skriftliga källor visar däremot övertygande att det har funnits en allé in till Kristianstad även från söder. Kiertings karta från 1766 ger det första belägget som visar en alléförsedd väg. Allén slutar i kartans kant och dess längd förblir okänd. Även från söder mot Kristianstad har det funnits en chaussé planerad troligen under 1770-talet. Vägprofilen från 1802 påminner om tyska så kallade sommarvägar. När vägen var i bra skick åkte man på grus medan den ojämnare kullerstenssatta vägen brukades på vintern. Företeelsen med dubbla vägar har hittills inte diskuterats så mycket  i Sverige. Staden Kristianstad utmärker sig med anlagda chausséer vid infartsvägarna såväl norrifrån som söderifrån redan på 1760-talet, kanske tidigare. Den södra chaussén kallas 1776 ”nya chaussén” vilket kan betyda att en äldre chausserad väg också har funnits. Projekteringar av vägen visar vägsträckor både med och utan träd. Palmstedt beskriver vägen och allén 1778: Efter Långebro ”blir wägen rätt wacker ehuru nog öppen, hwiulket likwäl af de kring densamme planterade Pilar någorlunda hjelpes […]”. Skånska rekognosceringskartan visar ett större bild av landskapet med alléer sydväst om Kristianstad. Kartan visar att allén går från gården Charlottesborg inom Härlöv in till staden. 
De äldre kartorna från Krigsarkivet bevisar att träden är äldre än gården Charlottesborg. Gården bildades efter enskiftet i Härlövs by av nr 2 och nr 3 i Härlöv. Militären Johan von Hoffmeister var då ägare till Charlottesborg. Charlottesborg har en egen allé som löper söderut från gården en kort bit. Enligt Topografiska kårens fältritningar börjar allén till Kristianstad strax innan Charlottesborg. Allén söderut från Charlottesborg är borta vid början av 1800-talet. Kartan visar en yngre allé, från allmänna vägen mot Fischerströms tegelbruk utanför staden. Ett vykort från tidigt 1900-tal visar att allén då ännu fanns kvar. Trädslaget har förändrats från pil till ädlare lövträd. Allén fick då en tydligare koppling till Charlottesborg. Vykortet visar att en hel del bebyggelse har tillkommit utmed allen.

### Enstaka byggnader utmed Långebrogatan blir bostadsområde
Bostadsområdet Charlottesborg byggdes åren 1971- 1978 enligt modernistiska planideal. Samtidigt byggdes högstadieskolan Härlövsskolan (nuvarande Slättängsskolan). Slättängsskolan gick igenom omfattande ombyggnationer mellan åren 2006-2008. Det bebyggda området hade tidigare bara några enstaka villor och Charlottesborgs gård, som gett namn åt området. Bostadsområdet gränsar till en större verksamhetsområde för handel och industri norr om Långebrogatan. I öster ligger området Odal som tillhör Vilan.
Kristianstads kommun gav HSB i uppdrag att bebygga området, HSB utarbetade flera  stadsplaneskisser för bostadsområdet. 1968 godkände byggnadsnämnden ett förslag. 1969 antog kommunfullmäktige stadsplanen. Området hade flera fördelar som närhet till centrala Kristianstad och bra trafikförsörjning och låg nära stora arbetsplatser vilket lockade många boende. Den tungt trafikerade motorvägen försågs med ljuddämpade bullervallar. Bebyggelsen lades på 250 meters avstånd från vägen.
Samtidigt som bostadsområdet utvecklades fanns planer på kompletterande bebyggelse norr om området på Härlövs ängar där diverse servicefunktioner och affärer planerades och senare förverkligades. Under 1980-talet exploaterades området i norr ytterligare med en större industri- och handelsyta.
Bostadsområdet blev efter några decennier mindre populärt och under 1990-talets ekonomiska kris fick de boende svårigheter att sälja sina lägenheter. Bostadsrättsföreningen Sting började då hyra ut ett flertal bostäder. Situationen förändrades sedan och de flesta lägenheter har blivit bostadsrätter igen. Kristianstads kommun ägde 2016 30 lägenheter i Brf. Sting och en lägenhet i Brf. Charlottsborg, för socialtjänstens behov. 
Under 1980-talet gjordes boendeintervjuer av Kristianstads kommun  på Charlottesborg. Svaren gav en bild av svårigheter med anonymitet. Barn i åldern 7-12 år skapar lättast kontakter med andra barn och vuxna. Äldre tonåringar förlorar barndomens spontanitet och blir försiktigare särskilt med vuxenkontakter. Vuxna upplevde det svårt att få kontakter strax efter inflyttningen. Barnfamiljerna blev lättare att bekanta med varandra då kontakten skapades genom barnen. Många hade intresse för att en förening med aktiviteter med målsättning att skapa kontakter mellan människorna i området. De positiva omdömena om området övervägde. De flesta trivdes och ville inte flytta därifrån. Klagomål rörande den fysiska utemiljön var särskilt brist på planteringar och rekreationsmöjligheter i området. Flera boende upplevde att människor med problem fanns på området. Motsättningar mellan olika generationer var störande för andra.

### Att bo på Charlottesborg
Polisen har tagit upp Charlottesborg i rapporten Utsatta områden: sociala risker, kollektiv förmåga och oönskade händelser. Områdena beskrivs ha låg socioekomisk status och kriminell påverkan på lokalsamhället. Charlottesborg har många ungdomar, som många gånger tillhör familjer som startar sitt liv i Sverige i området, och lever under sämre ekonomiska villkor innan de flyttar någon annanstans. Sammansättningen skiljer sig lite mellan brf Sting och Brf. Charlottsborg. Brf. Charlottsborg har endast bostadsrätter. Medelinkomsten låg på runt 14 500 kr för Sting respektive 17 500 kr för brf. Charlottsborg. Befolkningen i området är relativt stabil, särskilt i bostadsrättsföreningen Charlottsborg. Befolkningen är blandad med mycket barnfamiljer men också många äldre människor. 
I SVT dokumentären Dom kallas rasister återvänder journalisten Lena Sundström tillbaka till Charlottesborg där hon växt upp.
Hon bodde i HSB-husen  på Charlottesborg under 1970-talet, Charlottesborg har förändrats sedan 1970-talet. När Sundström bodde där var det mest svenska namn i trappuppgångarna. I dag är de flesta utländska. I dokumentären intervjuas Tage Lundgren, en vicevärd i området. Intervjun diskuterar Charlottesborgs dåliga rykte. Många gånger skylls problemen på invandrare. Lundgren menar att Charlottesborg fick ett dåligt rykte från start. Han hade arbetskamrater som bodde i området på 1970-talet. De skämdes för att berätta att de bodde där. Lundgren vet inte orsaken till det dåliga ryktet men det har funnits där hela tiden före den stora inflyttningen av invandrarna. I rapporten som Kristianstad kommun gjorde på 1980-talet dokumenterades problem sedan starten på området men de kallades för generationsmotsättningar och människor med problem. De flesta boende är medvetna om det dåliga ryktet, men de känner inte igen sig i  beskrivningarna. Många beskriver området som lugnt och tyst och menar att Charlottesborg inte förtjänar sitt rykte. De flesta trivs väldigt bra i området.

## Utsatt område
Charlottsborg blev uppsatt på listan över utsatta områden. Tryggheten på området minskades och öppen droghandel florerade. Särskilt stökiga var nyår med trakasserier med raketer. 2018 attackerades brandkåren vid nyår med raketer i området och det fanns en omfattande droghandel i området.

### Arbetet mot brottsligheten
Det är först viktigt att lära känna ett område om man ska kunna arbeta med att utveckla det. 2018 var ett tufft år på området och tryggheten minskade. Bostadsrättsföreningarna, kommunen, polisen och HSB Skåne kallade till krismöte. Alla partner skulle bidra med vad de kunde och engagera i e arbetet. Senare skrevs en formell överenskommelse. I denna definieras vad HSB Skåne, bostadsrättsföreningarna, kommunen och polisen har för uppgift för att få Charlottesborg. Överenskommelsen skapade en stabil grupp och ett samarbete med uppföljninga. Man ordnade aktiviteter i området, rusta upp utemiljön och arbeta tillsammans för att komma åt problemen. Trygghetsvandringarna med samtliga samverkansparter och intresserade medborgare. Då inventerades området men gruppen synliggjordes i området. De boendes engagemang i sitt eget område höjdes. Brister antecknades och åtgärdades omgående. Under slutet av 2023 plockades Charlottesborg bort från polisens lista över otrygga områden. De faktorer som skapat framgång i arbetet är viktiga att förstå. Framgången kom från ett gemensamt arbete och att arbeta strategiskt tillsammans och hitta varandras styrkor för att utnyttja de olika verktyg som behövdes.
Charlottesborg togs bort från listan över utsatta område i slutet av 2023.

## Service
I bostadsområdet finns en förskola, Slättängsskolan med låg-, mellan- och högstadium, och gemensamma lokaler för aktiviteter. Området har också ett särskilt boende för äldre, en mindre campingplats och Vilans idrottsplats omedelbart intill området. Området hade tidigare matbutik men denna har avvecklats.

### Slättängskolan
Slättängsskolan F-6 har 2024 omkring 170 elever en personalgrupp på 20 personer. Fritidshemmet för de yngre barnen och klubbverksamheten för de äldre barnen är integrerad i verksamheten i skolans ordinarie lokaler. I dessa är 80 barn inskrivna. Fritidshemmet/klubben har öppet varje dag 6.30-18.00. Efter skolan är fritidshemmet öppet för barnen i F-2, och fritidsklubben för barnen i åk 3-6.
Slättängsskolans högstadieskola för årskurs 7-9 har fem till sex klasser i varje årskurs med lite drygt 330 elever. Skolan tillhör Kristianstads västra skolområde. Eleverna kommer från olika delar av skolområdet: Köpinge skola, Helgedalskolan och Slättängsskolan F-6. Högstadiet har handbollsprofil. På skolan finns ett elevcafé, ett stort skolbibliotek, en stor idrottshall.

### Demenscentrum
Charlottesborg har två avdelningar på sitt boende. Båda avdelningarna A och B är vård- och omsorgsboende för personer med demenssjukdom. Boendet har även dagverksamhet, korttidsboende och växelvårdsrum för personer med demenssjukdom. Demenscentrums dagverksamhet vänder sig till personer med demenssjukdom och som bor hemma och är i behov av stimulans och aktivering. Det krävs ett biståndsbeslut av biståndshandläggare för att delta i verksamheten. Korttidsboende och rum för växelvård finns för hemmaboende efter biståndsbeslut.
Demenscentrum Charlottesborg A och B består av 2 plan med sammanlagt 62 lägenheter. Varje plan har två enheter med 8 rum per enhet. I varje enhet  finns kök och dagrum. Uteplats och balkong är gemensam. Lägenheterna är lika stora och har eget badrum och pentry men utan spisplatta. Sommarhalvåret har mycket verksamhet utomhus. Boendet äger en parcykel. och har ett SPA-badrum.
Demenscentrum är bemannat dygnet runt med omvårdnadspersonal. Sjuksköterska finns tillgänglig mellan kl 07.00 och 16.00. Efter klockan 16.00 och på helger finns sjuksköterska i jour. Sjukgymnast och arbetsterapeut finns tillgänglig måndag–fredag. Läkare kommer en gång i veckan. Dam- och herrfrisör samt fotvård kommer hit efter tidsbeställning.